# Kopki (województwo mazowieckie)
Kopki – wieś w Polsce położona w województwie mazowieckim, w powiecie otwockim, w gminie Wiązowna.
Wieś jest sołectwem w gminie Wiązowna.
Wierni Kościoła rzymskokatolickiego należą do parafii św. Wawrzyńca w Gliniance.

## Historia
W latach 1867–1916 wieś w gminie Glinianka w powiecie (nowo)mińskim. 16 marca 1916, w związku z reorganizacją administracyjną terenów Królestwa Polskiego pod okupacją niemiecką podczas I wojny światowej, Kopki odłączono od gminy Glinianka w powiecie mińskim i włączono je do powiatu warszawskiego, gdzie została przyłączona do gminy Wiązowna (gminę Wiązowna włączono w całości tego samego dnia do powiatu warszawskiego z powiatu mińskiego). Po odzyskaniu przez Polskę niepodległości Kopki zachowały przynależność do gminy Wiązowna i powiatu warszawskiego w woj. warszawskim.
W latach 1975–1998 miejscowość administracyjnie należała do województwa warszawskiego.
W Kopkach mieszka aktorka Emilia Krakowska

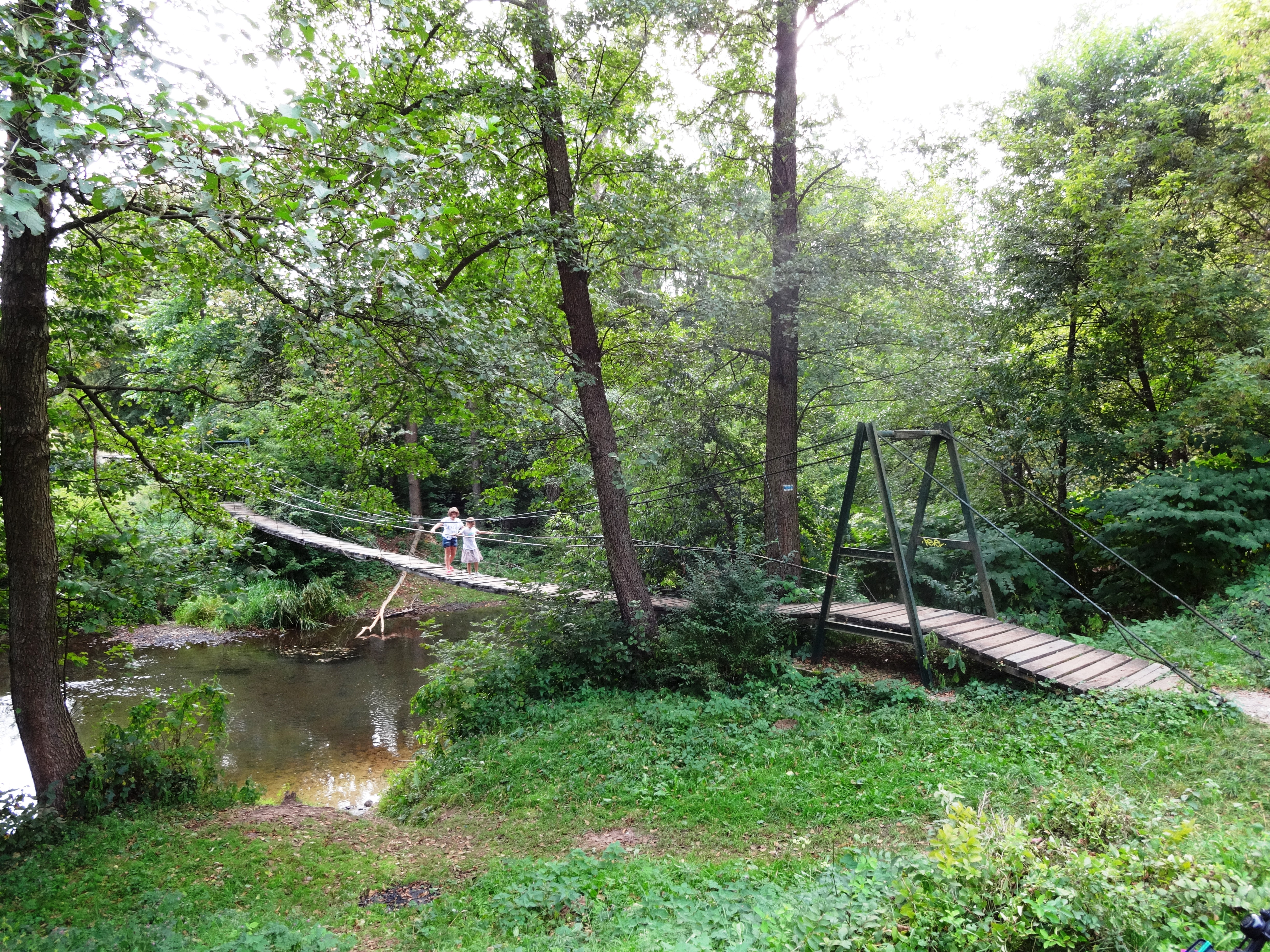
Wiszący mostek nad Świdrem w Kopkach